# لژ بزرگ متحد انگلستان
لژ بزرگ متحد انگلستان (UGLE) لژ ماسونی حاکم برای اکثر فراماسون‌ها در انگلستان، ولز و کشورهای مشترک المنافع است. با ادعای‌تبار از لژ بزرگ ماسونی که در ۲۴ ژوئن ۱۷۱۷ در میخانه گوس و گریدیرون در لندن شکل گرفت، این لژ قدیمی‌ترین لژ بزرگ ماسونی در جهان در نظر گرفته می‌شود. همراه با لژ بزرگ اسکاتلند، و لژ بزرگ ایرلند، اغلب توسط اعضای خود به عنوان «لژهای بزرگ خانگی» یا «قانون اساسی خانه» نامیده می‌شوند.

## تاریخچه

### تاریخچه فراماسونری انگلیسی
قبل از سال ۱۷۱۷ لژهای فراماسونری در انگلستان، اسکاتلند و ایرلند وجود داشت که اولین پذیرش شناخته شده ماسون‌های غیرعملی در اسکاتلند بود. در روز سنت جان، ۲۴ ژوئن ۱۷۱۷، سه لژ موجود در لندن و یک لژ وست مینستر شام مشترکی را در خانه گوس و گریدیرون در کلیسای سنت پل برگزار کردند ، آنتونی سایر را به عنوان استاد بزرگ انتخاب کردند و خود را لژ بزرگ لندن و وست مینستر نامیدند. . شرکت شهر لندن یک پلاک آبی در نزدیکی محل نصب کرده‌است. اطلاعات کمی در مورد آنتونی سایر وجود دارد، مگر اینکه زمانی که استاد بزرگ شد، او را یک جنتلمن (مردی مستقل) توصیف کردند، اما بعداً با دریافت پول از صندوق خیریه لژ بزرگ در روزهای سختی قرار گرفت.
در سال ۱۷۱۸ جورج پین، یک کارمند دولتی موفق، جانشین سایر شد. سپس لژ تحت مراقبت جان تئوفیلوس دساگولیرز، دانشمند و روحانی قرار گرفت و سپس به رهبری پین بازگشت. در سال ۱۷۲۱، لژ بزرگ موفق شد یک نجیب‌زاده به نام دوک مونتاگو را به عنوان استاد اعظم به دست آورد و بنابراین توانست خود را به عنوان یک نهاد نظارتی معتبر تثبیت کند و جلسات خود را به صورت فصلی آغاز کرد. این منجر به وابستگی لژهای خارج از لندن شد و ضمانت نامه‌های شماره گذاری شده متوالی را پذیرفتند که به متقاضیان بعدی امتیاز می‌دهد.
در سال ۱۷۲۳، با اختیار لژ بزرگ، جیمز اندرسون قوانین اساسی ماسونری به منظور تنظیم صنعت و ایجاد اختیارات لژ بزرگ برای تضمین ملاقات لژها منتشر کرد. این کتاب شامل تاریخچه ای خیالی از مراسم ماسونی است که با این وجود حاوی مطالب بسیار جالبی است.
در سالهای ابتدایی لژ بزرگ جدید، تعدادی از ماسون‌ها و لژها وجود داشتند که هرگز به لژ بزرگ جدید وابسته نبودند. به این ماسون‌های غیروابسته و لژهای آنها «ماسون‌های قدیمی» یا «ماسون‌های سنت جان» و «لژهای سنت جان» گفته می‌شود.
در طول دهه‌های ۱۷۳۰ و ۱۷۴۰، ضدیت بین لژ بزرگ لندن و لژهای بزرگ ایرلند و اسکاتلند افزایش یافت. ماسون‌های ایرلندی و اسکاتلندی که در لندن زندگی می‌کردند، لژ بزرگ لندن را به‌طور قابل‌توجهی از شیوه‌های باستانی مراسم ماسونی منحرف می‌کردند. در نتیجه، این ماسون‌ها رابطه خویشاوندی قوی‌تری با لژهای لندن غیروابسته داشتند. ماهیت اشرافی لژ بزرگ لندن و اعضای آن باعث بیگانه شدن سایر ماسون‌ها شد و باعث شد که آنها نیز با لژهای غیروابسته همذات پنداری کنند.
در ۱۷ ژوئیه ۱۷۵۱، نمایندگان پنج لژ در میخانه ترک، در خیابان یونانی، سوهو، لندن گرد هم آمدند و یک لژ بزرگ رقیب تشکیل دادند: " لژ بزرگ انگلستان طبق نهادهای قدیمی ". آنها در نظر خود شکل باستانی‌تر و در نتیجه خالص‌تری از فراماسونری را انجام می‌دادند و لژ بزرگ خود را لژ بزرگ قدیمی‌ها نامیدند. آنها افراد وابسته به لژ بزرگ اصلی را با نام تحقیرآمیز «مدرن‌ها» نامیدند. این دو نام غیررسمی در طی سالها به این دو لژ ماند.
ایجاد لژها همزمان با توسعه امپراتوری بریتانیا بود، که در آن هر سه لژ بزرگ خانگی که از دهه ۱۷۳۰ لژهایی را در سراسر جهان از جمله آمریکا، هند و آفریقا تضمین می‌کردند.

### تشکیل لژ بزرگ متحد انگلستان

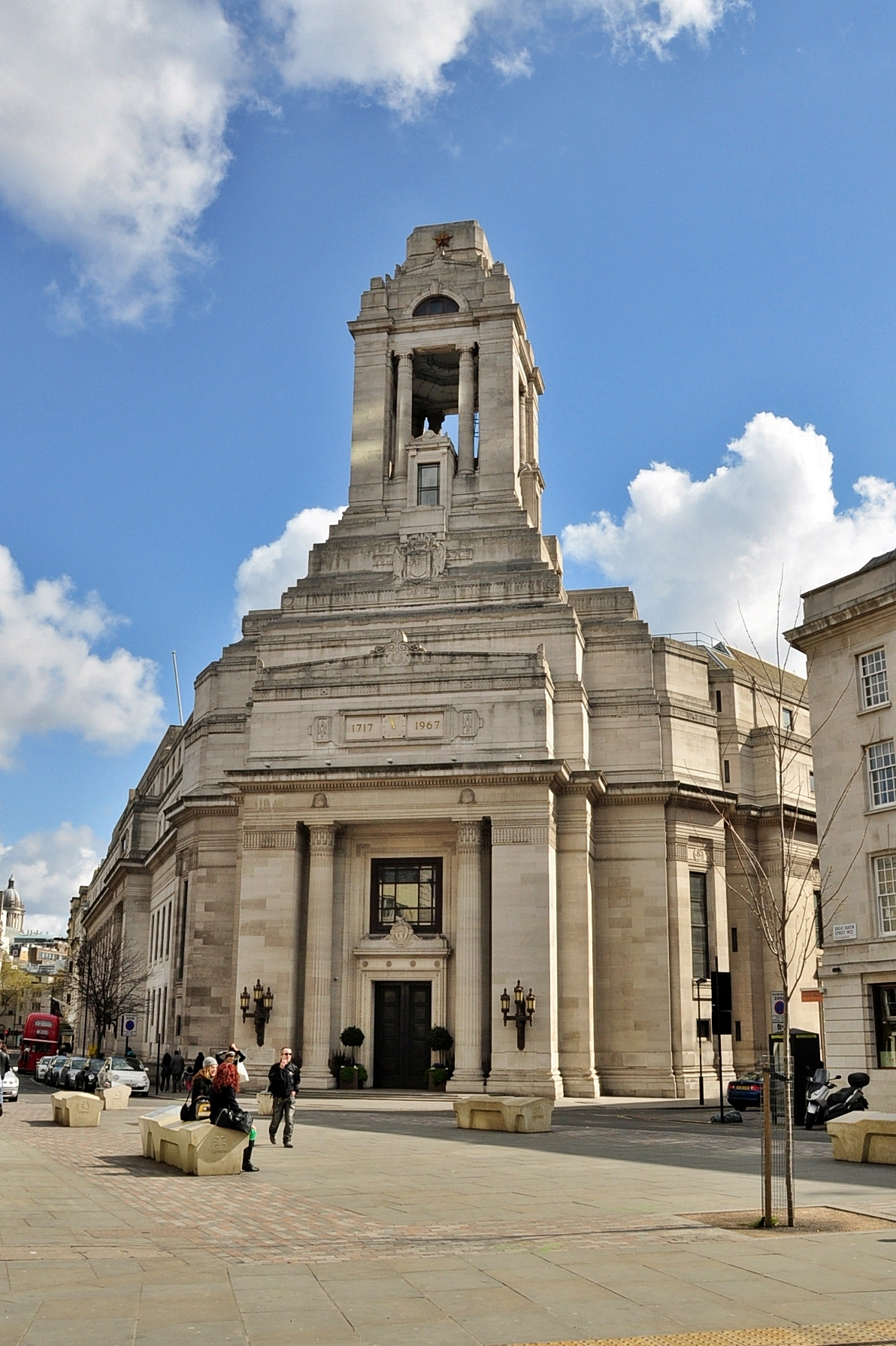
تالار فراماسون‌ها، لندن، مقر لژ بزرگ متحد انگلستان است.

در سال ۱۸۰۹، مدرن‌ها یک "لژ تبلیغ" را تعیین کردند تا مراسم خود را با اسکاتلند، ایرلند و به ویژه باستانی‌ها به نظم بازگردانند. در سال ۱۸۱۱ هر دو لژ بزرگ کمیسرانی را منصوب کردند. و طی دو سال آینده، مواد اتحادیه مورد مذاکره و توافق قرار گرفت. در ژانویه ۱۸۱۳، دوک ساسکس با استعفای برادرش، شاهزاده ریجنت، استاد بزرگ مدرن‌ها شد. و در دسامبر ۱۸۱۳، برادر دیگری، دوک کنت، استاد بزرگ آنتیانت شد. در ۲۷ دسامبر ۱۸۱۳ لژ بزرگ متحد انگلستان ("UGLE") در سالن فراماسونر لندن با دوک ساسکس (پسر کوچکتر پادشاه جورج سوم) به عنوان استاد بزرگ تشکیل شد. لژ آشتی برای آشتی دادن مراسمی که تحت دو لژ بزرگ سابق انجام می‌شد تشکیل گردید.
استاد اعظم جدید امید زیادی به فراماسونری داشت و این نظریه را داشت که پیش از مسیحیت است و می‌تواند به عنوان یک دین جهانی در خدمت آرمان بشریت باشد. با این حال، معاملات استبدادی او با لژهای معمولی دوستان کمی را در خارج از لندن برای او به ارمغان آورد و باعث شورش آشکار و ایجاد لژ بزرگ جدید ویگان در شمال غربی شد. در لژ بزرگ، مخالفت‌ها بر علیه خیریه ماسونی متمرکز بود. رابرت کراسفیکس برای ترویج امور خیریه وبرای دور نگه داشتن فراماسون‌ها از کارگاه، و همچنین مشارکت ماسون‌ها در بحث گسترده‌تر برای اصلاحات اجتماعی ، نشریه فراماسون را راه اندازی کرد. مدیریت راضی و نادرست ارل زتلند در لژ بزرگ به نفع اصلاح‌طلبان بود و در پایان دهه ۱۸۷۰ فراماسونری انگلیسی به بیان کاملی از آرزوهای طبقات متوسط روشن‌فکر تبدیل شد.

### فراماسونری در دوران معاصر
در پاسخ به تئوری‌های توطئه در مورد فراماسون‌ها و به‌طور کلی دیدگاه‌های خصمانه که جان تازه‌ای به دست می‌آورد، با توجه به آثار استیون نایت و مارتین شورت، لژ بزرگ متحد انگلستان از اواسط سال شروع به تغییر نحوه برخورد خود با عموم مردم و رسانه‌ها دهه ۱۹۹۰، با تأکید بر «باز بودن» جدید کرد. . این ارائه توسط دبیر استانی لنکاوی شرقی، آلن گارنت، خلاصه شد و گفت: «ما یک جامعه مخفی یا جامعه ای با اسرار نیستیم، بلکه یک جامعه خصوصی هستیم.» لژها در سراسر انگلستان و ولز شروع به برگزاری روزهای باز کردند تا به عموم مردم اجازه دهند تا ببینند چه کار می‌کنند. تالار فراماسونرها، لندن و کتابخانه و موزه فراماسونری نیز برای عموم مردم و از جمله تورهای راهنما باز شد.
امروزه، لژ بزرگ متحد انگلستان یا لژ بزرگ بیش از ۲۰۰۰۰۰ عضو دارد که در بیش از ۶۸۰۰ لژ، در تعدادی لژ بزرگ استانی که تقریباً معادل شهرستان‌های تاریخی انگلستان هستند، سازماندهی شده‌اند.
- لژهایی که در لندن گردهم می‌آیند (منطقه ای که عموماً در شعاع ۱۰ مایلی سالن فراماسونرها قرار دارد) به استثنای پنج مورد توسط لژ بزرگ متروپولیتن لندن به ریاست استاد بزرگ متروپولیتن اداره می‌شود.
- لژهایی که در خارج از لندن، و در انگلستان، ولز، جزیره من و جزایر مانش گرد هم می‌آیند، به ۴۷ لژ بزرگ استانی (UGLE) گروه‌بندی می‌شوند که هر کدام توسط یک استاد بزرگ استانی هدایت می‌شوند.
- لژهایی که در خارج از انگلستان، ولز، جزیره من و جزایر کانال به هم می‌رسند به ۳۳ لژ بزرگ ناحیه دسته‌بندی می‌شوند که هر کدام توسط یک استاد بزرگ ناحیه اداره می‌شوند.
- پنج گروه (یعنی: در حال حاضر برای تشکیل یک منطقه بسیار کوچک است)، که هر یک توسط یک بازرس بزرگ اداره می‌شود.
- پنج لژ در لندن و ۱۲ لژ در خارج از کشور که مستقیماً توسط تالار فراماسون‌ها اداره می‌شود.

## استادان بزرگ

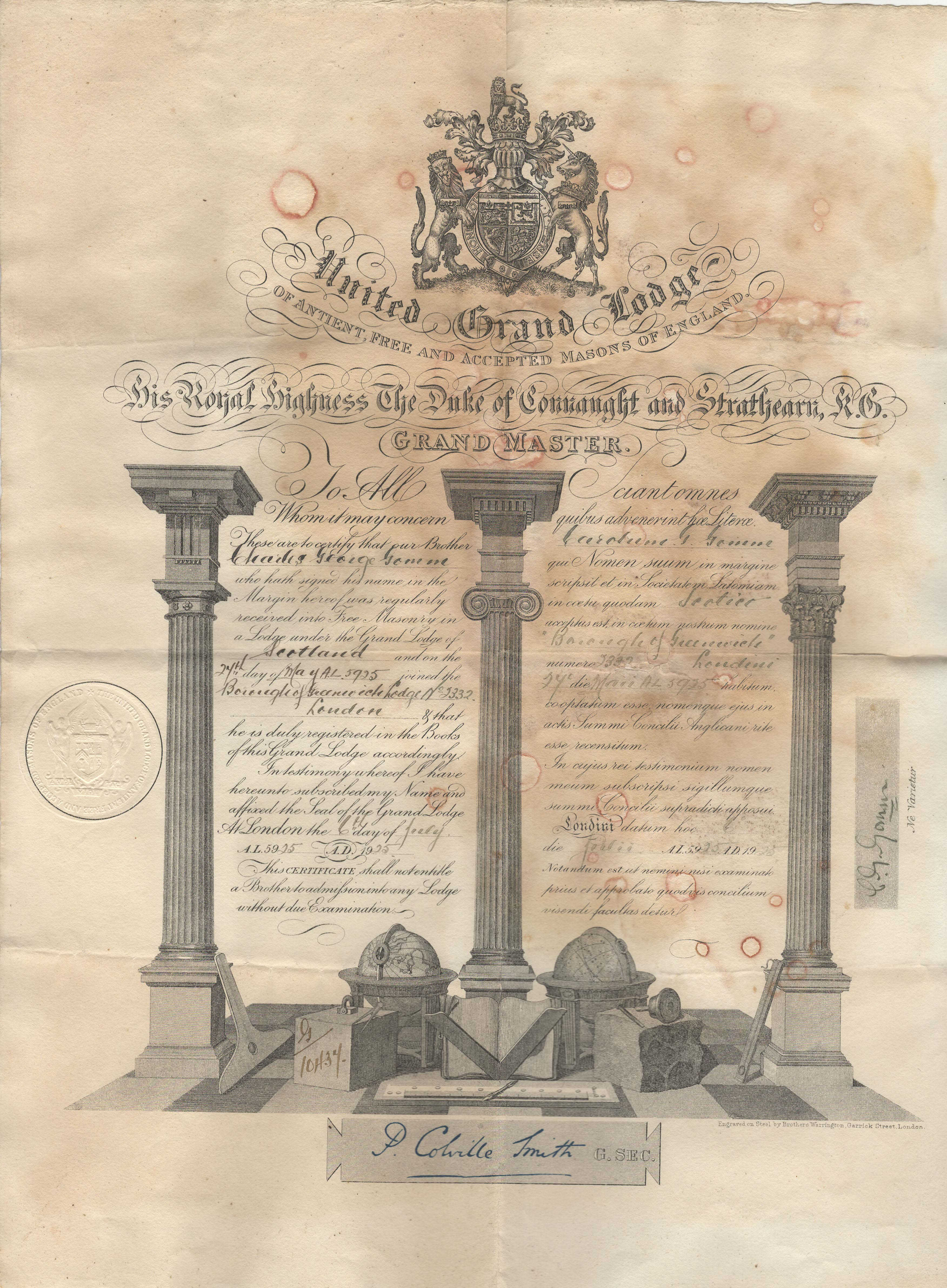
گواهی اقامت لژ بزرگ متحد انگلستان، صادر شده در ۶ ژوئیه ۱۹۲۵، زمانی که دوک کانات و استراثارن استاد اعظم بودند.

1. شاهزاده آگوستوس فردریک، دوک ساسکس (۱۸۱۳–۱۸۴۳)
2. توماس دونداس، دومین ارل زتلند (۱۸۴۴–۱۸۷۰)
3. جورج رابینسون، سومین ارل دی گری و دومین ارل ریپون (اولین مارکز ریپون از ۱۸۷۱) (۱۸۷۰–۱۸۷۴)
4. آلبرت ادوارد، شاهزاده ولز (پادشاه بریتانیا و ایرلند در نقش ادوارد هفتم از ۱۹۰۱) (۱۸۷۴–۱۹۰۱)
5. شاهزاده آرتور، دوک کانات و استراثارن (۱۹۰۱–۱۹۳۹)
6. شاهزاده جورج، دوک کنت (۱۹۳۹–۱۹۴۲)
7. هنری لاسلز، ششمین ارل هاروود (۱۹۴۲–۱۹۴۷)
8. ادوارد کاوندیش، دهمین دوک دوونشایر (۱۹۴۷–۱۹۵۰)
9. راجر لاملی، یازدهمین ارل اسکاربرو (۱۹۵۱–۱۹۶۷)
10. پرنس ادوارد، دوک کنت (۱۹۶۷–اکنون)

### استادان بزرگ حرفه ای
هنگامی که استاد بزرگ عضوی از خانواده سلطنتی است، مرسوم است که یک استاد بزرگ حرفه ای منصوب شود. استاد بزرگ حرفه ای زمانی که به دلیل وظایف سلطنتی در دسترس نباشد، نقش استاد بزرگ را ایفا می‌کند. متمایز از معاون استاد اعظم است که به عنوان معاون استاد اعظم عمل می‌کند نه به عنوان سرپرست استاد اعظم.
آلبرت ادوارد، شاهزاده ولز
- هنری هربرت، چهارمین ارل کارناروون (۱۸۷۴ تا ۱۸۹۰)
- ادوارد بوتل-ویلبراهام، اولین ارل لاتوم (۱۸۹۱ تا ۱۸۹۸)
- ویلیام امهرست، سومین ارل امهرست (۱۸۹۸ تا ۱۹۰۱)

شاهزاده آرتور، دوک کانات و استراثارن
- ویلیام امهرست، سومین ارل آمهرست (۱۹۰۱ تا ۱۹۰۸)
- الیور راسل، دومین بارون آمپتیل (۱۹۰۸ تا ۱۹۳۵)

شاهزاده ادوارد، دوک کنت
- ویلیام کادوگان، هفتمین ارل کادوگان (۱۹۶۹ تا ۱۹۸۲)
- فاینس کورنوالیس، سومین بارون کورنوالیس (۱۹۸۲ تا ۱۹۹۱)
- بری ماکسول، دوازدهمین بارون فارنهام (۱۹۹۱ تا ۲۰۰۱)
- اسپنسر کامپتون، هفتمین مارکز نورث همپتون (۲۰۰۱ تا ۲۰۰۹)
- پیتر لوندز (۲۰۰۹ تاکنون)

## دبیران بزرگ
- ۱۸۹۱–۱۹۱۷: سر ادوارد لچورث (جانشین سرهنگ شادول اچ. کلارک)
- ۱۹۱۷–۱۹۳۷: سر فیلیپ کولویل اسمیت، CVO[۱۲]
- ۱۹۳۷–۱۹۵۸: سر سیدنی آرتور وایت، KCVO[۱۳]
- ۱۹۵۸–۱۹۸۰: سر جیمز ویلفرد استابز، KCVO, TD[۱۴]
- ۱۹۸۰–۱۹۹۸: فرمانده مایکل برنارد شپلی هیگام، CVO[۱۵]

## مخالفتها

### مخالفتها در سیاست

هربرت موریسون ادعا کرد که پیشنهاد او برای رهبری حزب کارگر توسط فراماسونری خراب شده‌است.

در سیاست انگلیس، فراماسونری اغلب توسط افراد مرتبط با حزب کارگر و اتحادیه‌های کارگری مورد انتقاد قرار گرفته‌است، زیرا این تصور وجود دارد که فراماسونری با حزب محافظه‌کار همسو است. حزب کارگر از سال ۱۹۲۲ به بعد به دومین حزب بریتانیا تبدیل شد و بر سکوی نمایندگی منافع طبقه کارگر ایستاد، در حالی که محافظه کاران و لیبرال‌ها عمدتاً در طبقه متوسط و طبقه بالا (مشابه فراماسونری) مستقر بودند. پس از اینکه تعدادی از نمایندگان حزب کارگر از پیوستن به لژهای ماسونی گلوله سیاه (سمبل رد شدن) گرفتند، شاهزاده ولز که نگران درگیری احتمالی بود، مداخله کرد و لژ جدید استقبال را برای اعضای کارگر در سال ۱۹۲۹ ایجاد کرد. هربرت موریسون ادعا کرد که پیشنهاد او در سال ۱۹۳۵ برای رهبری حزب کارگر توسط اعضای لژ که ابتدا آرتور گرینوود و سپس کلمنت آتلی را ترجیح دادند، خراب شد.
با وجود ایجاد لژ خوش آمد گویی جدید، عنصر خصومت با ماسونری در حزب کارگر باقی ماند. آنها همچنین فراماسونری را به داشتن نفوذ غیرقابل پاسخگویی در سیستم قضایی متهم کردند. این موضوع در دهه ۱۹۹۰ زمانی که جک استراو، وزیر کشور در دولت تونی بلر، تلاش کرد همه فراماسونری که به عنوان افسر پلیس، یا قاضی کار می‌کردند، مجبور به اعلام عمومی عضویت در انگلیس شود، مطرح شد. در سال ۲۰۰۹، حکمی که فراماسون‌ها باید اعلام می‌کردند اگر قاضی یا قاضی بودند، توسط استراو پس از ترس از دست دادن پرونده دادگاه در دادگاه حقوق بشر اروپا لغو شد. منتقدان «گروه هدف مشترک» را تلاشی برای ایجاد یک معادل فراماسونری طرفدار کارگر می‌دانند.

### تئوری‌های توطئه

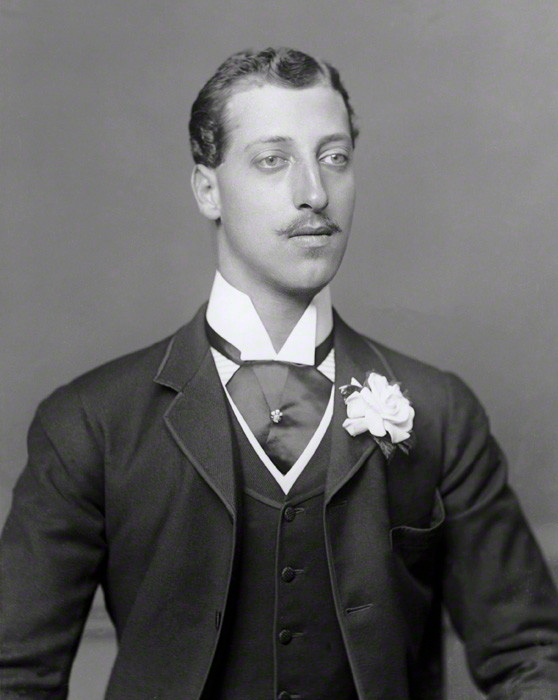
یک نظریه دهه ۱۹۷۰ فراماسونری و دوک کلارنس را به جک چاک دهنده مرتبط کرد.

همانند فراماسونری در سایر کشورها، لژ بزرگ متحد انگلستان به عنوان موضوع تئوری‌های توطئه ماسونی مطرح شده‌است. پیگیرترین این تلاش‌ها برای پیوند دادن فراماسونری به «پوشاندن» یا سفید کردن پرونده جک چاک دهنده (جک ریپر) (در برخی موارد، نظریه پردازان توطئه ادعا کرده‌اند که این قتل‌ها یک قتل آیینی ماسونی بوده‌است)، تحقیق در مورد غرق شدن کشتی تایتانیک (از طریق لرد مرسی، سیدنی باکستون و لرد پیری)، و یکشنبه خونین (از طریق لرد ویجری).
در پرونده ریپر، جک چاک‌دهنده استفن نایت : راه‌حل نهایی (۱۹۷۶) تلاش کرد تا فراماسونری و خانواده سلطنتی بریتانیا را از طریق شخصیت دوک کلارنس و آوندیل در قتل‌ها دخالت دهد. عناصر این نظریه، از طریق رمان آلن مور و ادی کمپبل، حتی راه خود را به یک فیلم بزرگ آمریکایی، از جهنم (۲۰۰۱) باز کرد. برادران هیوز که این فیلم را تهیه کردند، حتی به لژ بزرگ متحد انگلستان مراجعه کردند تا «نقطه‌های ماسونی» را به درستی دریافت کنند، اما به دلیل ماهیت ضد ماسونی خط داستانی مخالفت کردند. تز دیگری که توسط بروس رابینسون در آنها همه جک را دوست دارند (۲۰۱۵) ترویج کرد، تلاش می‌کند تا از طریق مایکل مایبریک این پرونده را به فراماسونری مرتبط کند.
برخی از حامیان بومی تئوری‌های توطئه ضد ماسونی عمومی تر مربوط به ایلومیناتی (بر اساس جان رابیسون و آگوستین باروئل) معمولاً به دنبال این بوده‌اند که فقط فراماسونری قاره ای را به عنوان یک نیروی خرابکار درگیر کنند، در حالی که ادعا می‌کنند که به لژ بزرگ متحد انگلستان یا خود فراماسونری بریتانیا به‌طور کلی تر حمله نمی‌کنند. این مورد در مورد نستا هلن وبستر در انجمن‌های مخفی و جنبش‌های خرابکارانه (۱۹۲۴) قابل توجه است. لیدی کوئین بورو که متولد آمریکاست اما مقیم انگلیس است، با تئوکراسی غیبی خود (۱۹۳۳) ضربات کمتری کشید و مدعی شد که فراماسونری انگلیسی به عنوان جبهه ای برای " آیین مانوی " چلیپای گلگون تأسیس شده‌است. بسیاری از این نظریه پردازان توطئه همچنین سعی کردند یهودیان یا یسوعیان را به عنوان دست در دست سنگ‌تراشی درگیر کنند (مانند بری دامویل، ابداع کننده لقب «جودماس»).

## کتابشناسی - فهرست کتب
- Berman, Ric (2014). The Foundations of Modern Freemasonry: The Grand Architects, Political Change and the Scientific Enlightenment, 1714–1740. Sussex Academic Press. ISBN 978-1845196981.
- Berman, Ric (2013). Schism: The Battle that Forged Freemasonry. Sussex Academic Press. ISBN 978-1845196073.
- Clark, Peter (2001). British Clubs and Societies 1580-1800: The Origins of an Associational World. Oxford University Press. ISBN 0199248435.
- Elliot, Paul A (2010). Enlightenment, Modernity and Science: Geographies of Scientific Culture and Improvement in Georgian England. I. B. Tauris. ISBN 978-0857718969.
- Hans, Nicholas (1998). New Trends in Education in the Eighteenth Century. Taylor & Francis. ISBN 0415176115.
- Harland-Jacobs, Jessica (2007). Builders of Empire: Freemasonry and British Imperialism, 1717-1927. University of North Carolina Press. ISBN 978-0807830888.
- Harrison, David (2010). The Transformation of Freemasonry. Arima Publishing. ISBN 978-1845494377.
- Jacobs, Margaret C (1991). Living the Enlightenment: Freemasonry and Politics in Eighteenth-Century Europe. Oxford University Press. ISBN 0199879303.
- Keith Schuchard, Marsha (2011). Emanuel Swedenborg, Secret Agent on Earth and in Heaven: Jacobites, Jews and Freemasons in Early Modern Sweden. Brill. ISBN 978-9004183124.
- Weisberger, R. William (2017). Speculative Freemasonry and the Enlightenment: A Study of the Craft in London, Paris, Prague, Vienna and Philadelphia. McFarland. ISBN 978-1476669137.
- Murphy, Christopher B (2017). Exploring Early Grand Lodge Freemasonry: Studies in Honor of the Tricentennial of the Establishment of the Grand Lodge of England. Plumbstone. ISBN 978-1603020626.